# هندسة التآكل
هندسة التآكل هي فرع متخصص يعني بتطبيق المعرفة العلمية والقوانين الطبيعية والموارد المادية من أجل تصميم وتنفيذ المواد والإنشاءات والأجهزة والأنظمة والإجراءات التي تهدف إلى التعامل مع الظاهرة الطبيعية المعروفة باسم التآكل. بوجه عام، ترتبط هندسة التآكل بالتعدين، كما ترتبط أيضًا باللافلزات بما في ذلك السيراميك. غالبًا ما تتعامل هندسة التآكل مع عمليات أخرى لا تتعلق بالتآكل بشكل تام، ومن بينها (على سبيل المثال لا الحصر) تصدع وتهشم الهياكل والتشقق والتآكل والتعرية وغير ذلك.
تشكلت مجموعات هندسة التآكل حول العالم لكي تعمل على منع آثار عملية التآكل وإبطائها والتعامل معها. ومن أمثلة هذه المجموعات الجمعية الوطنية لمهندسي التآكل والاتحاد الأوروبى لهندسة التآكل (EFC)، انظر جمعيات التآكل. تتمثل المهمة الرئيسية لمهندسي التآكل في إدارة آثار التآكل على المواد بشكل اقتصادي وآمن. وتنتشر في جميع أنحاء العالم الدورات التدريبية المؤهلة للحصول على درجة الماجستير في هندسة التآكل، وتهتم بفهم عملية التآكل والتحكم فيها.
وقد ذكر زكي أحمد في كتابه «مبادئ هندسة التآكل والتحكم في التآكل»(10) أن «هندسة التآكل هي تطبيق لمبادئ تطورت من علم التآكل، وذلك لتقليل أو منع التآكل. وتتضمن هندسة التآكل تصميم مخططات للحماية من التآكل وتطبيق رموز وممارسات خاصة من أجل الحد من التآكل. وللعلم، فإن إجراءات منع التآكل، مثل حماية الكاثود، والتي تم تصميمها لمنع تآكل وطلاء الإنشاءات تندرج ضمن نظام هندسة التآكل. ومع ذلك، فإن علم التآكل وهندسة التآكل متلازمان ولا يمكن فصلهما: حيث يوجد بينهما اقتران دائم لإنتاج طرق جديدة ومثالية للحماية من وقت لآخر». وقد ذكر المؤلف بيير ر. روبيرج (Pierre R. Roberge) في دليل هندسة التآكل "Handbook of corrosion engineering" (4) أن «التآكل هو الهجوم المدمر على مادة من خلال التفاعل مع بيئتها المحيطة. وقد أصبحت النتائج الخطيرة المترتبة على عملية التآكل تمثل مشكلة ذات أهمية قصوى في جميع أنحاء العالم.»
تمنح جامعة كورتون (Curtin University) شهادة دبلومة عليا في هندسة التآكل (9) في هندسة التآكل وترى أن: "هندسة التآكل توفر فرصًا وظيفية رائعة للمهندسين والعلماء والباحثين. ووفقًا للمستند التقني الخاص بالمنظمة العالمية للتآكل، فإن التآكل يكلف الاقتصاد الأسترالي أكثر من 13 مليون دولار سنويًا. إنها مسألة وثيقة الصلة بشكل خاص بمجالات الطاقة والموارد، حيث يمكن أن تكون للممارسات الإدارية دور إيجابي في تعظيم كفاءة وسلامة الإنتاج.
يقول يوجش مالباني (Yogesh Malpani)، بكلية إم بي إم للهندسة (MBM Engineering College) أن: العديد من الناس يخلطون بين التآكل وعملية التعرية. في الحقيقة، هما نفس الشيء ولكن الطريقة التي تحدث بها كل منهما مختلفة. يحدث التآكل في الأساس بسبب تفاعل كيميائي، قد يكون تفاعل الحمض على المعدن (الأمطار الحمضية) أو وجود أحماض في الهواء. ولكن عملية التعرية تحدث بسبب القوى الكيميائية أو الفيزيائية؛ فعلى سبيل المثال تحدث تعرية الصخور بسبب ماء المطر المتساقط عليها. وباختصار، فإن عملية التآكل قد تحدث كجزء من عملية التعرية ولكن عملية التعرية لا يمكن أن تحدث نتيجة للتآكل.